# فرقة العمل المشتركة 150

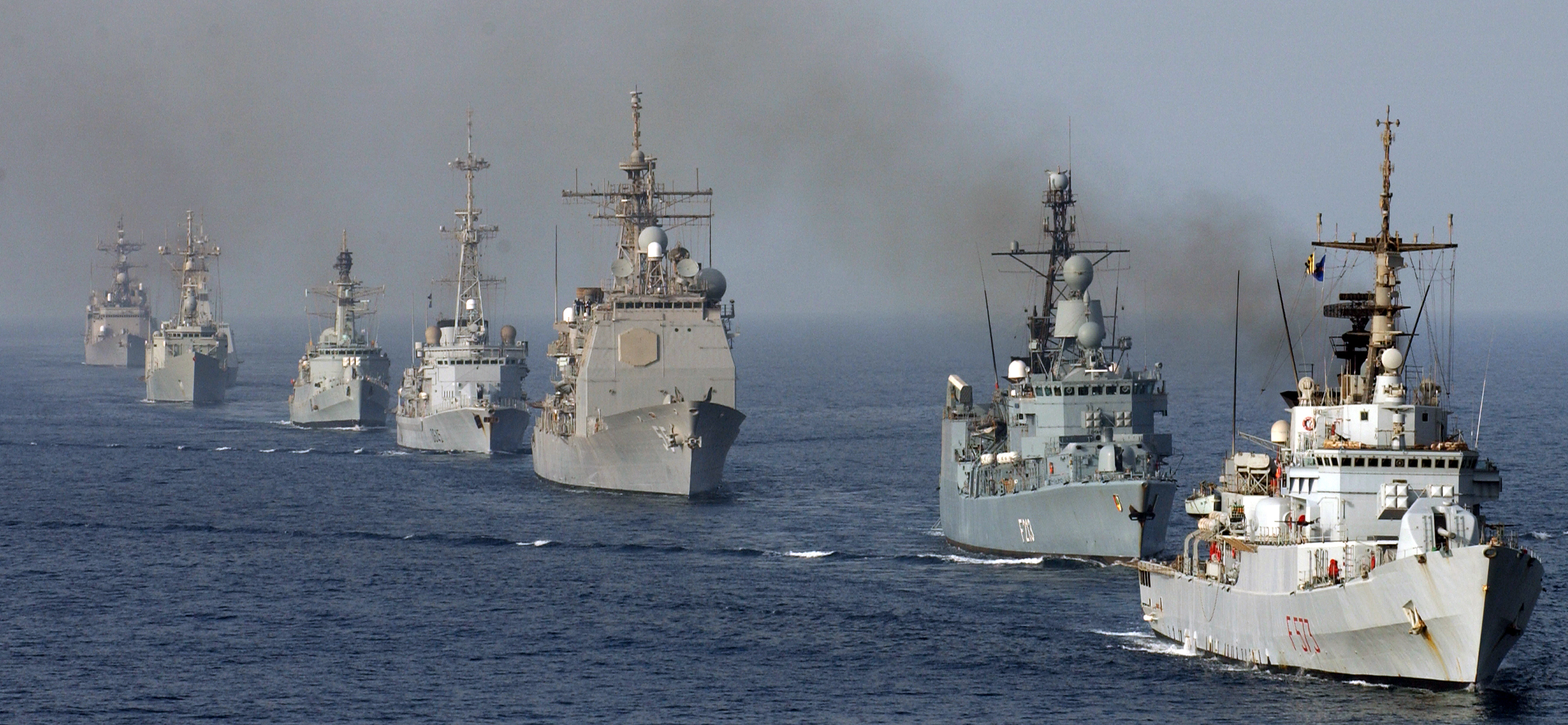
تجمع سفن مخصصة لفرقة العمل المشتركة 150 (CTF-150) في تشكيل في خليج عمان، 6 مايو 2004

فرقة العمل المشتركة 150 (CTF-150) هو تحالف فرقة عمل البحرية متعددة الجنسيات التي تعمل تحت ائتلاف من 25 دولة من القوات البحرية المشتركة في البحرين. وقد تأسست هذه الفرقة لمراقبة السفن وفحصها والإنزال عليها والسماح بمرور أو إيقاف الشحنات المشتبه بها لمواصلة «الحرب على الإرهاب». وفي منطقة القرن الإفريقي (HOA)، تشتمل مهامها على عمليات في بحر العرب لدعم العمليات في المحيط الهندي. ويشار إلى هذه العمليات باسم عمليات الأمن البحري (MSO).
ومن الدول التي تشارك حاليًا في فرقة العمل المشتركة 150 كندا والدنمارك، وفرنسا واليابان وألمانيا والمملكة المتحدة والولايات المتحدة. وتتضمن قائمة الدول الأخرى التي شاركت بها أستراليا وإيطاليا وهولندا ونيوزيلندا والبرتغال وسنغافورة وإسبانيا وتايلاند وباكستان وتركيا. ويتم تداول قيادة فرقة العمل المشتركة بين القوات البحرية المختلفة المشاركة بها، حيث تستمر فترة القيادة عادة لمدة تتراوح بين أربعة إلى ستة أشهر. وتضم فرقة العمل عادة 14 أو 15 سفينة. ويتم تنسيق عمل الفرقة من قبل القوات البحرية المشتركة (CMF)، وهو ائتلاف من 25 دولة يعمل من القاعدة البحرية الأمريكية في المنامة في دولة البحرين.

## 2002–2005
قبل 11 سبتمبر 2001، كانت فرقة العمل 150 جزءًا من تشكيل البحرية الأمريكية وتعمل كجزء من القيادة المركزية للقوات البحرية الأمريكية. وبعد 11 سبتمبر، أصبحت الفرقة قوة دورية في منطقة القرن الإفريقي. وفي 5 مايو 2002، سلمت الولايات المتحدة قيادة الفرقة إلى ألمانيا. وأعلنت وزارة الدفاع الألمانية في برلين ذلك اليوم أن قيادة فرقة العمل، بدعم من خمس دول، من المقرر تسليمها من الكابتن فروثينجهام (البحرية الأميركية) إلى الأدميرال الألماني غوتفريد هوش.
وفي 9 ديسمبر 2002، اعترضت سفينة الشحن سوسان ودنت منها لمهاجمتها على بعد عدة مئات من الأميال جنوب شرق اليمن بناءً على طلب من حكومة الولايات المتحدة كجزء من عملية الحرية الدائمة.
وحاولت سوسان، التي كانت تبحر دون علم، المراوغة ولذلك فإن نافارا، بعد إطلاق أربع طلقات تحذيرية في الماء مستهدفة مقدمة السفينة ونيران البنادق على بدن السفينة وعدم حصولها على أي رد، أطلقت النار على مرساة كانت توجد بطول سوسان من المقدمة إلى مؤخرة السفينة لإزالة العقبات ومواصلة الاقتراب منها بطائرة هليكوبتر. وكانت السفينة تحمل جنسية كوريا الشمالية وتنقل على متنها شحنة من 15 صاروخ سكود و15 من الرؤوس الحربية التقليدية و250 كجم من المواد عالية التفجير، فضلاً عن 23 خزان وقود من حمض النتريك و85 برميلاً من المواد الكيميائية. وفي وقت لاحق، أعلنت اليمن أن الحمولة لها واحتجت على هذا الاعتراض، وطلبت من الولايات المتحدة ردها.

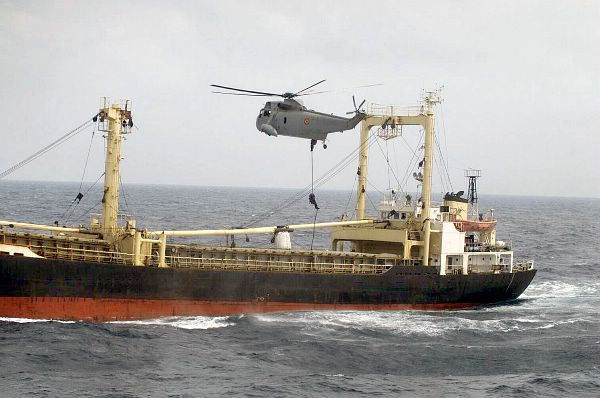
سوسان والاعتداء عليها من قبل القوات الخاصة الإسبانية

في 20 ديسمبر 2002، عقد اجتماع على متن يو إس إس ماونت ويتني مع قادة عسكريين من جيبوتي بشأن قوة العمل المشتركة الموحدة في القرن الأفريقي. وفي ذلك الحين، كانت فرقة العمل المشتركة 150 تحت قيادة اللواء بالبحرية الإسباني خوان مورينو، وضمت سفنًا من فرنسا وإسبانيا وألمانيا والمملكة المتحدة والولايات المتحدة.
وفي يناير 2003، أجرت فرقة العمل تدريبات الزيارة والإنزال والتفتيش والاحتجاز (VBSS) تضمنت السفن التالية:
- إسبانيا: إس بي إس نافارا (سفينة القيادة، فرقاطة)
- الولايات المتحدة: يو إس إس  ماونت ويتني – (سفينة القيادة)
- ألمانيا: مكلنبورغ فوربومرن (F218) (فرقاطة)، رون (A1443) (ناقلة)
- اليابان: قوة الدفاع الذاتي البحرية اليابانية (JMSDF) ساميدار (DD-106) (مدمرة)، قوة الدفاع الذاتي البحرية اليابانية مايوكو (DDG-175) (مدمرة AEGIS)، قوة الدفاع الذاتي البحرية اليابانية توادا (AOE-422) (ناقلة نفط لتموين السفن)

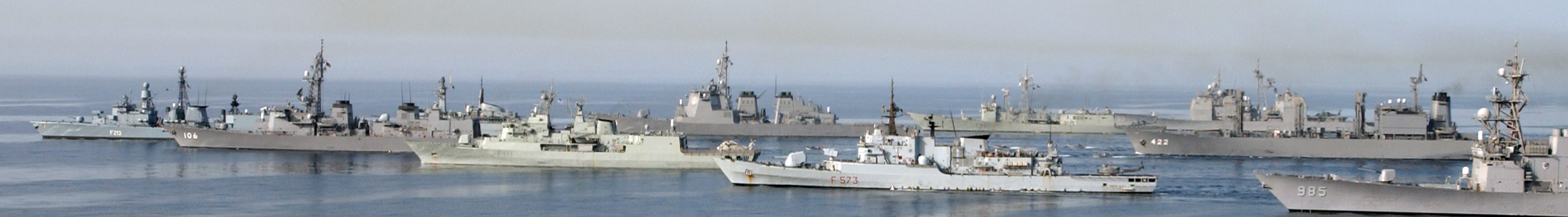
سفن الأسطول متعدد الجنسيات فرقة العمل المشتركة 150

في 8 يونيو 2005، قامت فرقة العمل المشتركة 150، تحت قيادة العميد البحري بالبحرية الملكية توني ريكس، بعملية إنزال ناجحة على السفينة سافاري في المياه الدولية، مما أدى إلى مصادرة 2.3 طنًا من الحشيش. وأجرت الفرقاطة الفرنسية من الفئة دي إستين دي أورف كوماندانت بيروت (F796) الإنزال. وتم نقل الطاقم الذي ألقي القبض عليه إلى المدمرة من الفئة أرليه بورك يو إس إس أوكين (DDG 77).
وفي 17 أغسطس 2005، حل اللواء البحري الفرنسي جاك مازار محل العميد البحري بالبحرية الملكية البريطانية توني ريكس في منصب قائد فرقة العمل المشتركة 150. وفي ذلك الوقت، كانت الفرقة تتألف من إيطاليا وفرنسا وألمانيا وباكستان وكندا والمملكة المتحدة والولايات المتحدة.

## 2006–2008: العمليات قبالة الصومال

### عمليات مكافحة القرصنة

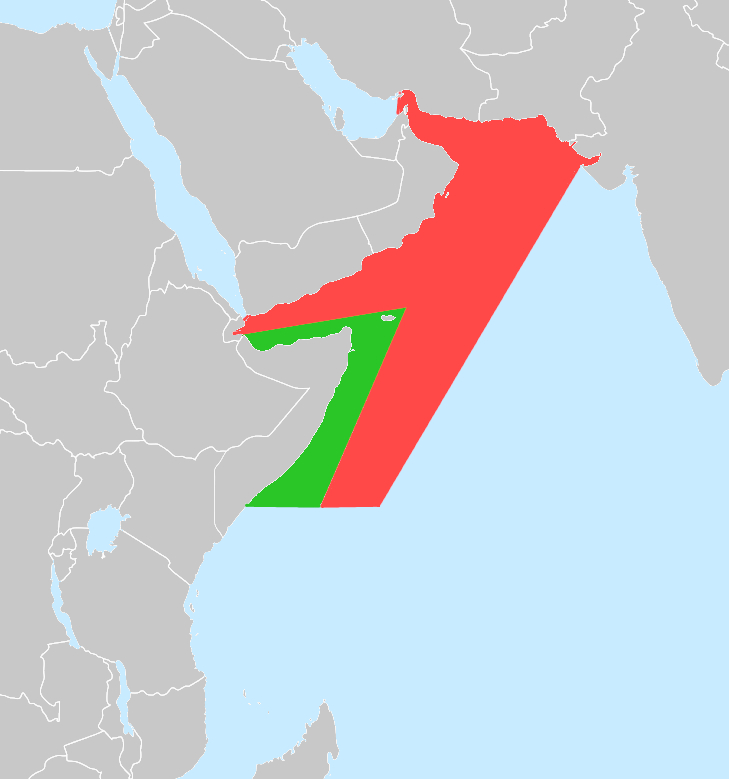
القرن الإفريقي (HOA) ومناطق امتداد القرن الإفريقي (HOAEX) - المناطق الرئيسية لفرقة العمل المشتركة 150

انخرطت فرقة العمل المشتركة 150 في عمليات مكافحة القرصنة في الصومال بالتوازي مع عمليات مكافحة قرصنة مستقلة أخرى تقوم بها بلدان مثل الصين وإيران والهند وروسيا.
وفي 22 يناير 2006، استولت يو إس إس وينستون تشرتشل على سفينة قرصنة اشتبه بها في المحيط الهندي كجزء من الجهود المشتركة للمساعدة في الحفاظ على القانون والنظام في المنطقة.
في أحداث 18 مارس 2006، هوجمت سفينتان تابعتان للبحرية الأمريكية من قبل قراصنة صوماليين أثناء الإنزال على السفينة بالقوة. وفي معركة بالأسلحة النارية أعقبت ذلك، سقط جميع القراصنة ما بين قتيل وأسير.
وفي 4 أبريل 2006، ذكرت سفينة الصيد الكورية الجنوبية في إم دونج وون (628) أنها كانت قد تعرضت لهجوم صاروخي قبالة سواحل الصومال. وعلى الفور استجابت سفينتان من فرقة العمل المشتركة، وهما الفرقاطة الهولندية إتش إن إل إم إس دي زيفين بروفنسين (F802) والمدمرة الأمريكية التي تحمل صواريخ موجهة يو إس إس روزفلت (DDG-80). بيد أن القراصنة اختطفوا السفينة بالفعل ووصلوا بها إلى المياه الإقليمية الصومالية بعد أن هددوا أفراد الطاقم.
وفي 22 أغسطس 2006، تم استبدال لواء البحرية إقبال باللواء البحري الألماني هاينريش لانج.
وفي ديسمبر 2006، تخلى لانج عن القيادة لصالح العميد بالبحرية الملكية البريطانية بروس ويليامز.
في مارس 2007، نشرت الفرقاطة الهولندية إتش أر إيفرتسين في مياه القرن الإفريقي، كجزء من فرقة العمل المشتركة 150، وفي استجابة لطلب من برنامج الأغذية العالمي التابع للأمم المتحدة لمكافحة القرصنة قبالة السواحل الصومالية.
وأسست فرقة العمل المشتركة 150 منطقة دورية أمنية بحرية في 22 أغسطس 2008، عبر ممر ضيق في خليج عدن بهدف ردع الهجمات وحوادث خطف السفن للحصول على ممر آمن في المنطقة.
وكذلك في أغسطس 2008، انتقلت سفينة القيادة والدعم الدنماركية إتش دي إم إس أبسالون للانضمام إلى فرقة العمل المشتركة 150 وقيادتها في جولة لستة أشهر. وفي 17 سبتمبر 2008، قبضت السفينة الدنماركية على 10 قراصنة في سفينتين صغيرتين. وكان في حوزتهم سلالم وغيرها من الأدوات التي تمكنهم من الصعود إلى السفن، فضلاً عن قاذفات صواريخ ومسدسات آلية وقنابل يدوية. وبعد التشاور مع وزارة العدل الدنماركية وغيرها من أفراد فرقة العمل، اتخذت وزارة الشؤون الخارجية الدنماركية وغيرها من أفراد فرقة العمل، اتخذت وزارة الشؤون الخارجية الدنماركية قرارًا بمحاكمة القراصنة في الدنمارك، وذلك لأنهم قد يواجهون عقوبة الإعدام في الدول القريبة، كما أن القانون الدنماركي يحظر تسليم المجرمين عندما يواجهون عقوبة الإعدام. وفي نهاية المطاف، أفرج عن القراصنة، لأن السلطات الدنماركية شعرت بالقلق لأنه سيكون من الصعب ترحيلهم إلى الصومال، إذا ما تم تنفيذ العقوبة بهم. كما سمح للقراصنة بالاحتفاظ بسفنهم دون أسلحتهم.
وفي ديسمبر 2008، شاركت أبسالون في عملية إنقاذ القراصنة الصوماليين على بعد 90 ميلاً من سواحل اليمن في خليج عدن. ثم تم الإبلاغ عن أن السفينة الصومالية كانت تحمل على متنها قنابل صاروخية وبنادق هجومية AK-47، كما كانت تائهة لعدة أيام. وذكر التقرير أيضًا أن أبسالون قامت بعملية إنزال للبحارة والأسلحة، ثم أغرقت المركب وسلمت البحارة إلى قوات حرس السواحل. ووفقًا لتقرير صحيفة نيويورك تايمز، فإن أبسالون، قد نشرت في "خليج عدن" [في] سبتمبر ['08] كجزء من الجهود الدولية لكبح القرصنة." وهذا يأتي كجزء من فرقة العمل المشتركة 150.

## الحظر
استمرت الحرب الأهلية الصومالية في التصاعد، عام 2006. وخلال هذا الوقت، أجرت فرقة العمل عمليات عادية في المحيط الهندي. وبحلول عام 2007، أصبحت الفرقة تشارك بنشاط في توفير طوق بحري لمنع فرار أعضاء من تنظيم القاعدة التي يشتبه في أنها جزء لا يتجزأ من صفوف اتحاد المحاكم الإسلامية (ICU).
اندلعب حرب مفتوحة بين القوات الإثيوبية واتحاد المحاكم الإسلامية في 20 ديسمبر عام 2006، ولكن حتى 2 يناير 2007 لم توجه القوات الإثيوبية أو الصومالية أي طلب لفرقة العمل المشتركة لاتخاذ الإجراءات اللازمة. في ذلك اليوم، تحول الهدف من الدوريات إلى «... منع زعماء مجلس المحاكم الإسلامية في الصومال أو أنصارهم من المقاتلين الأجانب من الفرار».
وفي 4 يناير 2008، بدأت سفن من فرقة العمل مهام الزيارة والإنزال والتفتيش والاحتجاز (VBSS)، فضلاً عن الإنزال على قوارب الصيد (الداو) وناقلات النفط التي تمر بالقرب من ساحل الصومال. تضمنت السفن الأمريكية لفرقة العمل المشتركة 150 مدمرة من الفئة أرليه بورك يو إس إس راماج ومدمرة من الفئة تيكوندروجا يو إس إس بنكر هيل. وقد كانت فرقة العمل تحت قيادة العميد البحري بروس ويليامز بالبحرية الملكية البريطانية في هذا الوقت.

## وصلات خارجية
- الموقع الرسمي